# Irkut (selskab)
 For alternative betydninger, se Irkut (flertydig). (Se også artikler, som begynder med Irkut)
JSC Irkut Corporation (russisk: Иркут) er en russisk flyproducent, med hovedkontor i distriktet Aeroport, Nordlige forvaltningsdistrikt i Moskva. Virksomheden har en flyfabrik, Irkutsk Aviation Plant (russisk: Иркутский авиационный завод) beliggende i Irkutsk, hvor flyproduktionen foregår, og er endvidere ejer af designbureauet Jakovlev.
Virksomheden blev grundlagt i 1932 i Transbajkal-regionen i det sydøstlige Sibirien. Virksomheden er i dag børsnoteret på fondsbørsen i Moskva (kode IRKT) og har det russiske statsselskab United Aircraft Corporation som hovedaktionær.
Irkut er bedst kendt som fremstiller af kampfly i Sukhoj Su-30-familien og af passagerflyet Irkut MC-21. Irkut leverer endvidere komponenter til Airbus' A320-serie.

## Historie

### Sovjettiden (1932 - 1993)
Ved dekret nr. 181 af den 28. marts 1932 besluttede USSR's kommissariat for sværindustri at etablere flyfabrikken Irkutsk Aviation Plant (IAP) (russisk: Иркутский авиационный завод). Flyfabrikken skulle fremstille fly designet af Sovjetunionens fly-designbureauer. Det første fly, der blev produceret på fabrikken var Tupolevs I-14, der fløj første gang den 16. februar 1935. Året efter påbegyndte IAP masseproduktion af bombeflyet Tupolev SB. Flyfabrikken producerede herefter i Sovjetunionens levetid en række forskellige fly fra bl.a. designbureauerne Iljusjin, Tupolev og Jakovlev. Fra 1970'erne begyndte IAP at producere Mikojan-Gurevitjs MiG-23 og MiG-27 og senere i 1980'erne og 90'erne Sukhojs Su-27 og Su-30.

### Moderne tid (1993 - i dag)
Efter Sovjetunionens sammenbrud indgik IAP i december 1996 en kontrakt med Indien om levering af Sukhoj Su-30MKI til indiens flyvevåben, ligesom IAP producerede amfibieflyet Beriev Be-200.
Den 27. december 2002 blev selskabet omdøbt fra Irkutsk Aviation Production Association til Irkut Corporation. Irkut Corporation blev i marts 2014 det første russiske forsvarsvirksomhed, der blev børsnoteret. Samme år overtog Irkut Corporation Jakovlev Designbureau, der blev et datterselskab i koncernen.
I 2006 lagde den russiske regering Irkut (inklusive Jakolev) sammen med Iljusjin, Mikojan, Sukhoj og Tupolev under et nyt fælles selskab, United Aircraft Corporation, der herefter samlede det meste af den russiske flyindustri.
Irkut har indgået et joint venture med den indiske militærflyproducent Hindustan Aeronautics (HAL) om produktion af flyet UAC/HAL Il-214, der designes af Iljusjin. I juli 2007 blev Irkut Corporation valgt som hovedansvarlig for udvikling og produktion af mellemdistance passagerflyet MC-21. MC-21 er det første fly, der er designet af Irkut Corporation. MC-21 havde sin jomfruflyvning den 28. maj 2017.
I november 2018 overførte United Aircraft Corporation selskabet Sukhoi Civil Aircraft Co. fra Sukhoj til Irkut Corporation, hvorved Irkut overtog ansvaret for videreudvikling og produktion af passagerflyet Sukhoj Superjet 100. Irkuts passagerflydivision har endvidere ansvaret for det russisk-kinesiske CR929 widebody passagerfly.
Irkut Corporation omfatter i dag tillige Jakolev Designbureau, en avionicsafdeling og komponentfremstillingsvirksomheden AeroComposit.

## Produkter

### Fremstillede fly
Nedenstående fly er designede af et andet designbureau, men bygget af IAP/Irkut Corporation.
| Flytype          | Type                      | Designer     | Jomfruflyvning     | Produktion begyndelse | Produktion ophørt | Billede |
| ---------------- | ------------------------- | ------------ | ------------------ | --------------------- | ----------------- | ------- |
| Tupolev I-14     | Jagerfly                  | Tupolev      | 27. maj 1933       | 1935                  | 1935              |         |
| Tupolev SB       | Mellemtungt bombefly      | Tupolev      | 7. oktober 1934    | Foråret 1936          | 1941              |         |
| Petlajkov Pe-2   | Styrtbombefly             | Petlajkov    | 22. december 1939  | 1939                  | 1954              |         |
| Iljusjin Il-4    | Torpedofly                | Iljusjin     | 31. marts 1936     | 1942                  | 1945              |         |
| Ermolaev Er-2    | Mellemtungt bombefly      | Ermolaev OKB | 14. maj 1940       | 1942                  | 1945              |         |
| Tupolev Tu-2     | Taktisk bombefly          | Tupolev      |                    | 1946                  | 1949              |         |
| Tupolev Tu-14    | Let bombefly              | Tupolev      |                    | 1950                  | 1956              |         |
| Iljusjin Il-28   | Bombefly                  | Iljusjin     |                    | 1950                  | 1956              |         |
| Antonov An-12    | Transportfly              | Antonov      |                    | 1957                  | 1973              |         |
| Antonov An-24    | Transport- og Passagerfly | Antonov      |                    | 1967                  | 1971              |         |
| Mikojan MiG-23UB | Jagerfly                  | Mikojan      |                    | 1970                  | 1986              |         |
| Mikojan MiG-27   | Angrebsfly                | Mikojan      |                    | 1970                  | 1986              |         |
| Sukhoj Su-27UB   | Tosædet Jagerfly          | Sukhoj OKB   | 10. september 1986 | 1986                  | -                 |         |
| Sukhoj Su-30     | Multirollefly             | Sukhoj OKB   | 31. december 1989  | 1992                  | -                 |         |
| Sukhoj Su-30SM   | Multirollefly             | Sukhoj OKB   | 1993               | 1993                  | -                 |         |
| Beriev Be-200    | Amfibiefly                | Beriev       |                    |                       |                   |         |
| Sukhoj Su-30MK   | Tosædet multirollefly     | Sukhoj OKB   | 21. september 2012 | 2012                  | -                 |         |

### Designede fly
Nedenstående fly er designet af Irkut Corporation og dets datterselskaber.
| Fly              | Type                                         | Designer             | Jomfruflyvning     | Introduktion                 | Billede |
| ---------------- | -------------------------------------------- | -------------------- | ------------------ | ---------------------------- | ------- |
| Jakovlev Jak-28  |                                              | Jakolev Designbureau |                    |                              |         |
| Jakovlev Jak-130 | To-sædet avanceret træningsfly, let jagerfly | Jakolev Designbureau | 25. april 1996     | 19. februar 2010             |         |
| Jakovlev Jak-152 | Træningsfly                                  | Jakolev Designbureau | 29. september 2016 | Planned for 2017             |         |
| Irkut MC-21      | Narrow-body passagerfly                      | Jakolev Designbureau | 28. maj 2017       | 2019 med Aeroflot (planlagt) |         |